# Sběrnice S-100

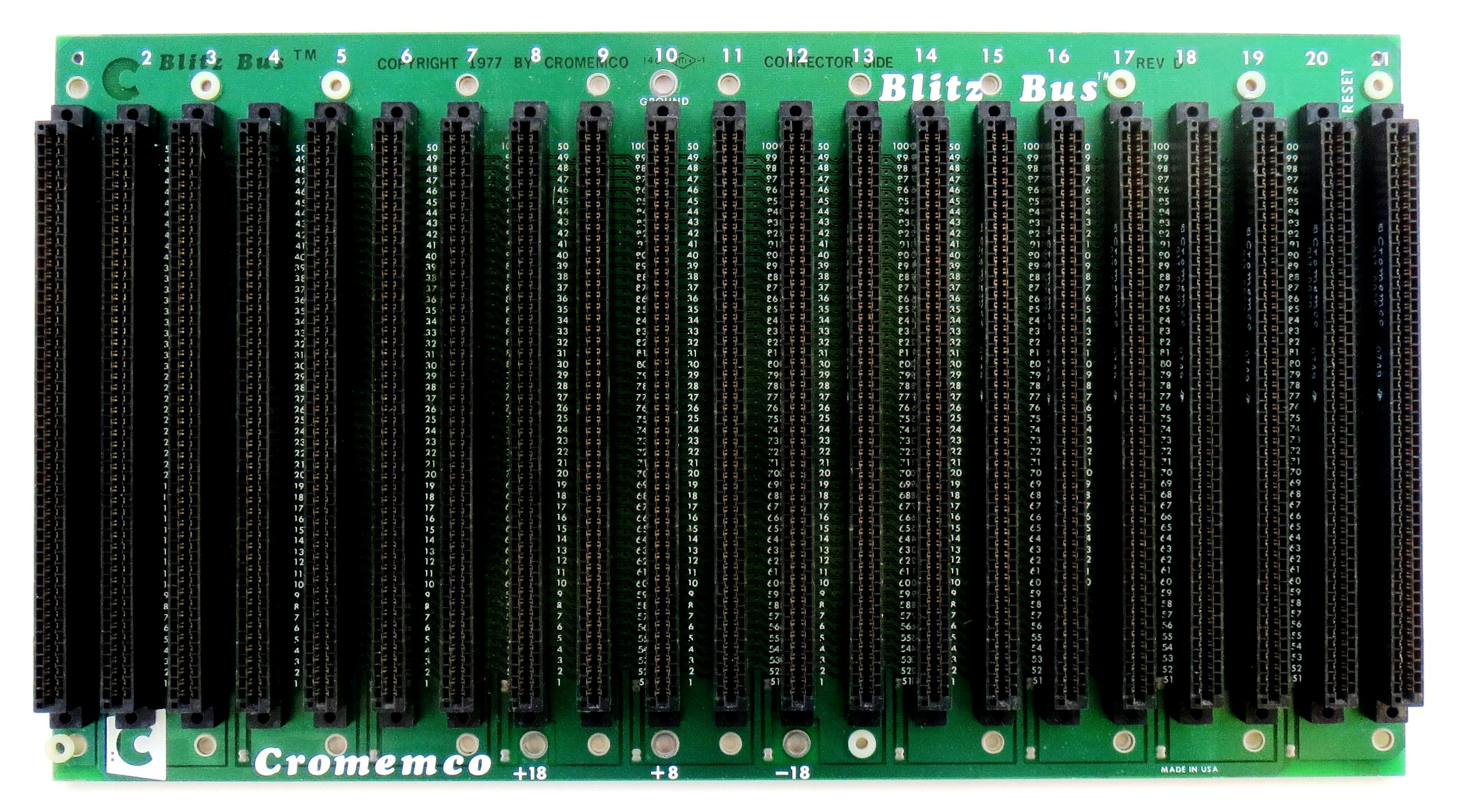
Deska se sběrnicemi S-100

Sběrnice S-100 (IEEE 696-1983) je jednou z  prvních počítačových sběrnic. Byla vyvinuta v  roce 1974 jako část 8bitového počítače Altair 8800, který se dnes považuje za první osobní počítač. Sběrnice S-100 byla první standardizovanou sběrnicí v  mikropočítačovém průmyslu.

## Architektura
Základem S-100 jsou vyvedené piny mikroprocesoru Intel 8080. Dále systém obsahuje dvě jednosměrné 8bitové sběrnice a jednu obousměrnou adresovou sběrnici, širokou 16  bitů. Kromě toho je na sběrnici k  dispozici napájení +8 a +18V. Na jednotlivých kartách tak musí být konvertor na +5V (TTL) případně +/−12V (RS-232).